# غيم رانجر (موقع إلكتروني)
غيم رانجر (بالإنجليزية:GameRanger) هي خدمة ألعاب على الإنترنت لمنصات ماكنتوش و ويندوز ، تم تطويرها بواسطة شركة التقنيات GameRanger.
يسمح بتشغيل الألعاب المتعددة اللاعبين عبر الإنترنت ويوفر العديد من الميزات الاجتماعية مثل غرف الدردشة والدردشة الصوتية .
تم تطويره من قبل المطور الأسترالي سكوت كيفيل وتم إصداره لأول مرة لـ Macintosh في يوليو 1999.
وفي نفس العام ، حصل على جائزة «أفضل إنجاز لألعاب الإنترنت» من قبل مجلة Macworld . 
تمت إضافة الدعم لأجهزة Windows في عام 2008 وتدعم الخدمة اليوم أكثر من 700 عنوان. 

## نظرة عامة
يتم تنظيم الخدمة وتحديثها وإدارتها من قبل سكوت كيفيل.
وبالإضافة إلى استضافة الألعاب ، تعمل الخدمة كغرفة دردشة بمواضيع متنوعة, و تتنافس اليوم مع الغالبية العظمى من المطورين الذين يختارون اعتماد برنامج تتبع مخصصة والحفاظ على أجهزة التتبع الخاصة بهم ,كما أدت التغييرات في تكنولوجيا الشبكات وكذلك توقعات السوق إلى استبعاد الألعاب التي لا تسمح بتشغيل الشبكة عبر الأنظمة الأساسية. تواصل GameRanger دعم مجموعة من الألعاب عبر الأنظمة الأساسية بما في ذلك الألعاب ذات أجهزة التتبع المخصصة.
GameRanger متاح للتنزيل مجانًا على موقع GameRanger الإلكتروني, البرنامج لديه ثلاثة خيارات للاستخدام, العضوية الأساسية مجانية وتتيح للمستخدمين الحصول على ما يصل إلى 50 صديقًا ومضيفًا للعب معظم الألعاب المدعومة. تبلغ تكلفة العضوية الفضية 19.95 دولارًا أمريكيًا في السنة وتسمح للاعبين بالحصول على اسم حساب فريد ، وتكوين ما يصل إلى 100 صديق ، واستخدام الاتصال الصوتي ، والحصول على رمز مخصص ، والوصول إلى غرف الدردشة الحصرية بالإضافة إلى ميزات العضوية الأساسية , أخيراً , العضوية الذهبية بتكلفة 39.95 دولارًا أمريكيًا في السنة وتسمح بإضافة 500 صديق ، وتزيل لافتات الإعلانات ، وتمنح الإذن لاستضافة غرف الدردشة ، والقدرة على ضبط الرد التلقائي على الرسائل ، والوصول إلى ملف تعريف مستخدم بالإضافة إلى المزايا من العضوية الفضية. خيارات الدفع محدودة ، وبالتالي فهي متخلفة عن منافسيها Garena +، RGC    ، Tunggle ، و LogMeIn Hamachi.
في نوفمبر 2008 ، أصدرت GameRanger نسخة لـ ويندوز تدعم 526 لعبة 27 منها قادرة على الاتصال بمستخدمي Mac الذين يشغلون نفس اللعبة.

## روابط خارجية
- موقع GameRanger
- "GameRanger - Supported Games". GameRanger. مؤرشف من الأصل في 2020-07-17. اطلع عليه بتاريخ 2014-08-23.
- سكوت كيفيل مؤسس GameRanger ينعكس على العقد الماضي
- موقع Gaming Ranger على الويب